# Goderich (Sierra Leone)
Goderich est une ville située dans la province de l'Ouest, en Sierra Leone.

## Source
- (en) Cet article est partiellement ou en totalité issu de l’article de Wikipédia en anglais intitulé « Goderich, Sierra Leone » (voir la liste des auteurs).